# لوون مانولیان
لوون گئورگی مانوِلیان (ارمنی: Լևոն Գևորգի Մանվելյան زادهٔ ۳ دسامبر ۱۸۶۴ - درگذشته ۲۱ فوریهٔ ۱۹۱۹)، شاعر، نمایش‌نامه‌نویس، رمان‌نویس اهل ارمنستان بود.

## زندگی‌نامه
وی در ۳ دسامبر ۱۸۶۴ در نرکین آگولیس در نخجوان به دنیا آمد و تحصیلات ابتدایی خویش را در ورین آگولیس، نخجوان، جایی که رافی معلم وی بود، فرا گرفت. مانولیان بین سال‌های ۱۸۸۶ تا ۱۸۹۰ در دانشگاه دولتی مسکو تحصیل نمود. وی در دانشکده علوم الهی گئورگیان در اچمیادزین، مدرسه نرسیسیان در تفلیس و آلکساندراپول (لنیناکان سابق و گیومری فعلی) تدریس نمود. مانولیان در ۲۱ فوریهٔ ۱۹۱۹ در سن ۵۴ سالگی در تفلیس درگذشت.